# 大久祐哉
大久 祐哉（おおく ゆうや、1996年9月9日 - ）は、日本のプロボクサー。鹿児島県鹿児島市出身。金子ボクシングジム所属。

## 来歴
鹿児島県出身。
鹿児島商業高等学校時代にボクシング部に、2014年のインターハイに出場した（3回戦敗退）。
中央大学経済学部に進学し、2019年に卒業した。在学中はボクシング部に所属し、4年生時に第73回国民体育大会でベスト8
2019年の第71回ボクシング全日本社会人選手権大会にライト級で出場し優勝した。
2021年5月25日、金子ボクシングジム所属でB級プロテストを受験し、合格した。
2021年7月20日、後楽園ホールで森屋直人を相手にデビュー戦を行い、初回50秒TKO勝ちを収めた。
2021年10月20日、後楽園ホールで東祐也と対戦し、6回1-0（58-56、57-57×2）で引き分けとなった。
2022年3月25日、後楽園ホールで今成太希と対戦し、6回3-0（58-56、59-55×2）の判定勝ちを収めた。
2022年7月15日、後楽園ホールで平野和憲と対戦し、5回20秒TKO勝ちを収めた。
2022年11月25日、後楽園ホールでアルビン・メデュラと対戦し、8回3-0（80-70×3）の判定勝ちを収めた。
2023年3月31日、後楽園ホールで大保龍球と対戦し、6回3-0（77-75×3）の判定勝ちを収めた。
2023年7月14日、後楽園ホールで佐藤諄幸と対戦し、8回2分36秒TKO勝ちを収めた。
2023年11月22日、後楽園ホールでアヌラック・マドゥアと対戦し、初回1分58秒TKO勝ちを収めた。
2024年3月19日、後楽園ホールで伊集盛尚と対戦し、2回に伊集のヒッティングで大久が左瞼をカットし出血、4回に再度出血しドクターチェックが入るも7回中に大久の右ストレートと左フックでレフェリーストップによる7回2分51秒TKO勝ちを収めた。
2024年11月24日、堺市金岡公園体育館で日本フェザー級最強挑戦者決定戦として日本同級3位の殿本恭平と対戦し、1-0（77-75、76-76×2）の引き分け判定となったものの、最強挑戦者決定戦の特別ルールとして引き分けとなった2名の審判員が与えた優勢点により大久が勝者扱いとなり、王者の松本圭佑への挑戦権を獲得した。しかし、松本がタイトルマッチの前日計量を行う2025年3月24日の早朝に減量中に痙攣を起こして病院に搬送されたため中止となり、「試合の前日計量において減量失敗による体調不良を理由に試合をキャンセルさせた。このことは競技としてのボクシングの権威と信用を著しく棄損する行為」として松本に2025年3月24日から1年間のライセンス停止処分を下し、日本王座も同日付で返上したため、次戦は同年6月19日に大田区総合体育館でブライアン・ノーマン・ジュニア対佐々木尽の前座の日本同級王座決定戦として元日本同級王者で日本同級2位ならびに当時のIBF世界同級王者のルイス・アルベルト・ロペスに挑戦した経験を持つ阿部麗也と対戦することとなった。
2025年6月19日、大田区総合体育館でブライアン・ノーマン・ジュニア対佐々木尽の前座で阿部麗也と日本同級王座決定戦を行うも、プロ初黒星となる10回0-3の判定負けを喫し王座獲得に失敗、阿部の王座返り咲きを許した。

## 戦績
- アマチュアボクシング - 40戦24勝（6RSC）16敗
- プロボクシング - 11戦8勝（5KO）1敗2分

| 戦           | 日付           | 勝敗 | 時間    | 内容    | 対戦相手                 | 国籍       | 備考                                                   |
| ------------ | -------------- | ---- | ------- | ------- | ------------------------ | ---------- | ------------------------------------------------------ |
| 1            | 2021年7月20日  | ☆    | 1R 0:50 | TKO     | 森屋直人（小熊）         | 日本       | プロデビュー戦                                         |
| 2            | 2021年10月20日 | △    | 6R      | 判定1-0 | 東祐也（北海道畠山）     | 日本       |                                                        |
| 3            | 2022年3月25日  | ☆    | 6R      | 判定3-0 | 今成太希（三迫）         | 日本       |                                                        |
| 4            | 2022年7月15日  | ☆    | 5R 0:20 | TKO     | 平野和憲（KG大和）       | 日本       |                                                        |
| 5            | 2022年11月25日 | ☆    | 8R      | 判定3-0 | アルビン・メデュラ       | フィリピン |                                                        |
| 6            | 2023年3月31日  | ☆    | 6R      | 判定3-0 | 大保龍球（神奈川渥美）   | 日本       |                                                        |
| 7            | 2023年7月14日  | ☆    | 8R 2:36 | TKO     | 佐藤諄幸（厚木ワタナベ） | 日本       |                                                        |
| 8            | 2023年11月22日 | ☆    | 1R 1:58 | TKO     | アヌラック・マドゥア     | タイ       |                                                        |
| 9            | 2024年3月19日  | ☆    | 7R 2:51 | TKO     | 伊集盛尚（琉豊BS）       | 日本       |                                                        |
| 10           | 2024年11月24日 | △    | 8R      | 判定1-0 | 殿本恭平（勝輝）         | 日本       | 日本フェザー級最強挑戦者決定戦 ※優勢点により挑戦権獲得 |
| 11           | 2025年6月19日  | ★    | 10R     | 判定0-3 | 阿部麗也（KG大和）       | 日本       | 日本フェザー級王座決定戦                               |
| テンプレート |                |      |         |         |                          |            |                                                        |

## タイトル

### アマチュア
- 平成29年度全日本社会人選手権大会ライト級 優勝